# Yehuda Leib Maimon
Yehuda Leib Maimon, născut cu numele de Yehuda Leib Fishman și cunoscut și ca Yehuda Leib Hacohen Maimon (în ebraică יהודה לייב מימון și în rusă Иегуда-Лейб Маймон Фишман) (n. 11 decembrie 1875, satul Mărculești, raionul Florești, gubernia Basarabia - d. 10 iulie 1962, Tel Aviv), a fost un rabin, publicist și om politic israelian originar din Basarabia, care a deținut funcția de deputat în Knesset-ul (Parlamentul) statului Israel și ministru al problemelor religioase și victimelor de război (1949-1951).

## Biografie
Yehuda Leib Maimon s-a născut la data de 11 decembrie 1875, în satul Mărculești din districtul Soroca (astăzi raionul Florești), pe atunci aflat în gubernia Basarabia (parte componentă a Rusiei), numindu-se la naștere Yehuda Leib Fishman. Fratele său, Zaharia Fishman (1891-1926), a fost pamfletar, arhivist și bibliotecar la Ierusalim. Sora sa mai mică era Ada Maimon (1893-1973), aleasă ulterior ca deputat în Knesset (1949-1955).
Fishman a făcut studii la o școală evreiască (yeshiva) din Lituania, obținând titlul de rabin. El a lucrat ca rabin în satul natal și apoi între anii 1905-1913 a fost rabin în târgul Ungheni din districtul Bălți. În anul 1900, Fishman a făcut cunoștință cu fondatorul viitoarei mișcări religioase “Mizrahi”, rabinul Itzhak Iakov Reines (1839-1915), participând la Congresul de constituire a Mișcării Mizrahi în orașul Vilnius în anul 1902. A participat apoi la a 2-a Convenție a Mișcării Mizrahi desfășurată în orașul bielorus Lida (1903) și la primul congres mondial al Mișcării Mizrahi desfășurat la Bratislava, (Pressburg) (1904).
În acea perioadă, Maimon a părăsit de mai multe ori gubernia Basarabia, călătorind prin Imperiul Rus, unde a fost arestat de mai multe ori pentru activitate sionistă. El a fost delegat la cel de-al 9-lea Congres Sionist din anul 1909, participând la toate congresele sioniste până la proclamarea independenței Israelului în anul 1948.
În anul 1913, Maimon a emigrat în Palestina (pe atunci parte a Imperiului Otoman) și a avut un rol activ în organizarea sistemului de școli religioase evreiești de acolo, fiind expulzat de otomani în perioada primului război mondial deoarece era cetățean al unui stat inamic. A plecat în Statele Unite ale Americii, unde a organizat Mișcarea Mizrachi de acolo. El a desfășurat o intensă activitate literară, publicând pamflete propagandistice în limbile idiș și ebraică.
După ce Palestina a trecut sub mandat britanic în 1919, Maimon a revenit acolo. El a devenit lider al mișcării Mizrachi din Țara Sfântă și a editat săptămânalul acestei organizații politice, intitulat “Ha’Tor” (1921-1936). Împreună cu rabinul Avraham Itzhak Kook (1865-1935), teoretician al sionismului religios și viitor șef-rabin așkenazit al Palestinei (1921-1935), el a contribuit la înființarea instituției Șef-Rabinatului din Palestina (1921), elaborând regulamentul de organizare și participând la ceremonia de constituire. În anul 1936, după moartea rabinului Kook, Maimon a fondat Editura Rav Kook Yeshiva. A fost ales ca membru în conducerea Agenției Evreiești în anul 1935, dar a fost întemnițat de către britanici la Latrun în 1946.
Maimon a fost unul dintre cei patru membri ai comitetului care a elaborat forma finală a Declarației de independență a statului Israel (alături de David Ben-Gurion, Aharon Zisling și Moshe Shertok) și a fost unul dintre cei 37 de semnatari ai acesteia (14 mai 1948), în calitate de membru al Consiliului Provizoriu de Stat. A fost numit ca ministru al problemelor religioase și victimelor de război în guvernul provizoriu format de David Ben Gurion și apoi în primele două guverne conduse de către același lider israelian (14 mai 1948 - 8 octombrie 1951). De asemenea, a fost ales ca deputat în primul Knesset (Parlament) al statului Israel (25 ianuarie 1949 - 30 iulie 1951) din partea Frontului Religios Unit (o alianță între partidele Agudat Israel, Laburiștii Agudat Israel, Mizrahi și Laburișii Mizrahi). El și-a pierdut funcțiile de deputat și ministru la alegerile din anul 1951.
Începând din anul 1951, el și-a dedicat restul vieții activității literare și publicistice. A fost autorul a numeroase lucrări despre bazele teoretice și ideologice ale sionismului religios, despre istoria Mișcării “Mizrahi” și figurile de seamă ale iudaismului și a seriei de articole intitulate “Reînființarea Sanhedrinului în noua noastră țară”. Yehuda Leib Maimon a primit Premiul statului Israel în anul 1958 pentru munca sa de o viață. El este autorul mai multor cărți și a sute de articole pe teme religioase, despre sionismul religios. De asemenea, a elaborat seria După moartea sa, i-a apărut cartea “Le’Shaah uLe’Dor” (Pentru ceasul de acum și pentru generație) (1965), cuprinzând o colecție de articole polemice scrise de el.
Yehuda Leib Maimon a încetat din viață la data de 10 iulie 1962, în orașul Tel Aviv.
A avut o fiică, scriitoarea și istoricul israelian Geula Bat-Yehuda, coautoare a monografiei “Rabinul Y.L. Maimon și vremea sa” (1979). Fiica sa a fost căsătorită cu politicianul israelian Itzhak Raphael (1914-1999), ministru al problemelor religioase în perioada 1974-1976 și editor al "Enciclopediei sionismului religios" în mai multe volume.

## Funcții publice în Israel
Yehuda Leib Maimon a deținut următoarele funcții publice:
- deputat în Knesset din partea Frontului Religios Unit (1949-1951)
- ministru al problemelor religioase și victimelor de război (14 mai 1948 - 8 octombrie 1951)

## Premii și onoruri
- 1958 - Premiul Israel - premiul de stat al Israelului - pentru întreaga sa activitate

## Lucrări publicate
- Eynike verter veign der mizrekhishn mitlshul takhmoni in Yafo, Eretz-Israel (New-York, 1916).
- r. Saadia Gaon (Ierusalim, 1924).
- The history of the Mizrachi Movement (Mizrachi Hazair, New-York, 1928).
- Zehor zot leIaakov (Solomon, Ierusalim, 1933).
- Sarey hаМеа (Mosad haRav Кook, Ierusalim, 1942-1947).
- Аzkara leNishmat Аvraham Itzhak hаКоhen Kook (Mosad haRav Кook, Ierusalim, 1936-38).
- Sefer iovel (serie de cărți editate de Y.L. Maimon, incluzând V.М. Levin (1940), Sinai (1958), Shimon Federbush (1960), Israel Elfenbeim (1963) și altele) (Mosad haRav Кook, Ierusalim).
- Iovel hаМizrahi» (Mosad haRav Кook, Ierusalim, 1952).